# Cantone di Migné-Auxances
Il Cantone di Migné-Auxances è una divisione amministrativa dell'Arrondissement di Poitiers.
È stato istituito a seguito della riforma dei cantoni del 2014, che è entrata in vigore con le elezioni dipartimentali del 2015.

## Composizione
Comprende i comuni di:
- Amberre
- Avanton
- Blaslay
- Champigny-le-Sec
- Charrais
- Cheneché
- Cherves
- Cissé
- Cuhon
- Maisonneuve
- Massognes
- Migné-Auxances
- Mirebeau
- Neuville-de-Poitou
- Thurageau
- Varennes
- Villiers
- Vouzailles
- Yversay